# آبشاران (تاجیکستان)
آبشاران (پیشتر: قوروقسوی) یک شهرک در شمال غرب تاجیکستان است که در ولایت سغد واقع شده‌است.